# تسهيلات معقولة
التسهيلات المعقولة أو التكييف المعقول أو الإقامة المعقولة هو تعديل يُجرى في نظام معين ليتلاءم أو يُحقق العدالة داخل نفس النظام لشخص بناءً على حاجة مثبتة. يمكن أن تختلف هذه الحاجة. قد تكون التعديلات دينية أو جسدية أو عقلية أو عاطفية أو أكاديمية أو تتعلق بالعمل، وغالبًا ما تفرض القوانين تلك التعديلات. لكل دولة نظامها الخاص للتسهيلات المعقولة. تستخدم الأمم المتحدة هذا المصطلح في اتفاقية حقوق الأشخاص ذوي الإعاقة، وتذكر أن رفض إجراء التعديلات يعتبر نوعًا من تمييز. وتُعرف "التسهيل المعقول" على أنه:

## التكاليف المالية
غالبًا ما يقلق أصحاب العمل والمديرون بشأن التكاليف المحتملة المرتبطة بتوفير التسهيلات للموظفين ذوي الإعاقة. ومع ذلك، فإن العديد من التسهيلات، مثل نقل موظف إلى مكتب آخر أو تغيير جدول العمل، لا تتطلب أي تكاليف مالية مباشرة (56% في استطلاع لأصحاب العمل أجرته شبكة تسهيلات التوظيف)، وغالبية التسهيلات الأخرى تنطوي على تكاليف لمرة واحدة (مثل شراء نمط مختلف من فأرة حاسوب). قد يتم تعويض تكاليف التسهيلات من خلال التوفير المرتبط بتوظيف الأشخاص ذوي الإعاقة (أداء أعلى، تكاليف دوران أقل).

## احتياجات التكييف المتعارضة
نادراً ما يحتاج شخصان إلى تسهيلات تتعارض مع بعضها البعض. قد يتطلب الأمر حلولاً إبداعية للمشكلات للعثور على طرق لتلبية احتياجات كلا الشخصين. على سبيل المثال، توصي وزارة العدل بأنه إذا كانت هناك برامج تخدم شخصًا مع كلب مساعد وشخصًا يعاني من حساسية من الكلاب ‏، فعلى البرنامج أن يفصل بينهما جسديًا، عن طريق الطلب منهما البقاء في غرف مختلفة أو على طرفي نقيض من نفس الغرفة. في بعض الحالات، قد لا تكون التسهيلات العملية هي الخيار الأول لكل المشاركين. على سبيل المثال، قد لا يستطيع شخص يعاني من فقدان السمع فهم الصوت الصناعي الناتج عن جهاز تصنيع كلامي الذي يستخدمه شخص أفونيا، لذا قد يحتاجان إلى إيجاد طريقة للتواصل لا تعتمد على هذا الجهاز، حتى وإن كان الشخص غير الناطق يفضل استخدام هذا الجهاز.

## أوروبا

### المملكة المتحدة
تتطلب قوانين إنجلترا وويلز واسكتلندا وأيرلندا الشمالية من أصحاب العمل إجراء تسهيلات معقولة للموظفين ذوي الإعاقة، وكذلك من مقدمي الخدمات المختلفة (بما في ذلك المدارس والكليات والجامعات) أن يقوموا بنفس الشيء للطلاب والمستخدمين ذوي الإعاقة. نشأ هذا الالتزام في الأصل بموجب قانون التمييز على أساس الإعاقة لعام 1995، ويتم التعامل معه الآن بموجب قانون المساواة لعام 2010 (باستثناء أيرلندا الشمالية). يمكن أن يؤدي عدم الامتثال إلى شكوى من الموظف إلى محكمة العمل أو إلى المحاكم المدنية أو المحاكم الأخرى (في السياقات غير المتعلقة بالتوظيف).

## أمريكا الشمالية

### كندا
في كندا، مساواة اجتماعية كما هو محدد في القوانين الإقليمية وقانون حقوق الإنسان الكندي وفي المادة 15 من الميثاق الكندي للحقوق والحريات، يتطلب إجراء تسهيلات لمختلف الأقليات. وقد تم إضافة وضع "الحالة العائلية" كجزء جديد. (مصدر مصطلح "التكييف المعقول" في القانون الكندي يعود إلى الاجتهادات القانونية في قانون العمل، وتحديداً في قضية أونتاريو (لجنة حقوق الإنسان) ضد سيمبسون سيرز ليمتد ‏، [1985] 2 SCR 536، ويعتبر التزامًا على أصحاب العمل بتغيير بعض القواعد العامة لبعض الموظفين، بشرط ألا يؤدي ذلك إلى "عسر غير مبرر".) في كندا، يعني التكييف المعقول أيضاً مفهومًا قانونيًا ودستوريًا يتطلب من المؤسسات العامة الكندية التكيف مع الممارسات الدينية والثقافية للأقليات طالما أن هذه الممارسات لا تنتهك حقوق وحريات الآخرين.
في كيبك، تناولت لجنة بوشار-تايلور ‏ موضوع التكييف المعقول بسبب الاختلافات الدينية والثقافية.

### الولايات المتحدة
في الولايات المتحدة، يتطلب القانون الفيدرالي إجراء تسهيلات معقولة من قبل مقدمي التوظيف أو التعليم أو الإسكان؛ وكذلك في المحاكم والأماكن العامة الأخرى.

#### التعليم

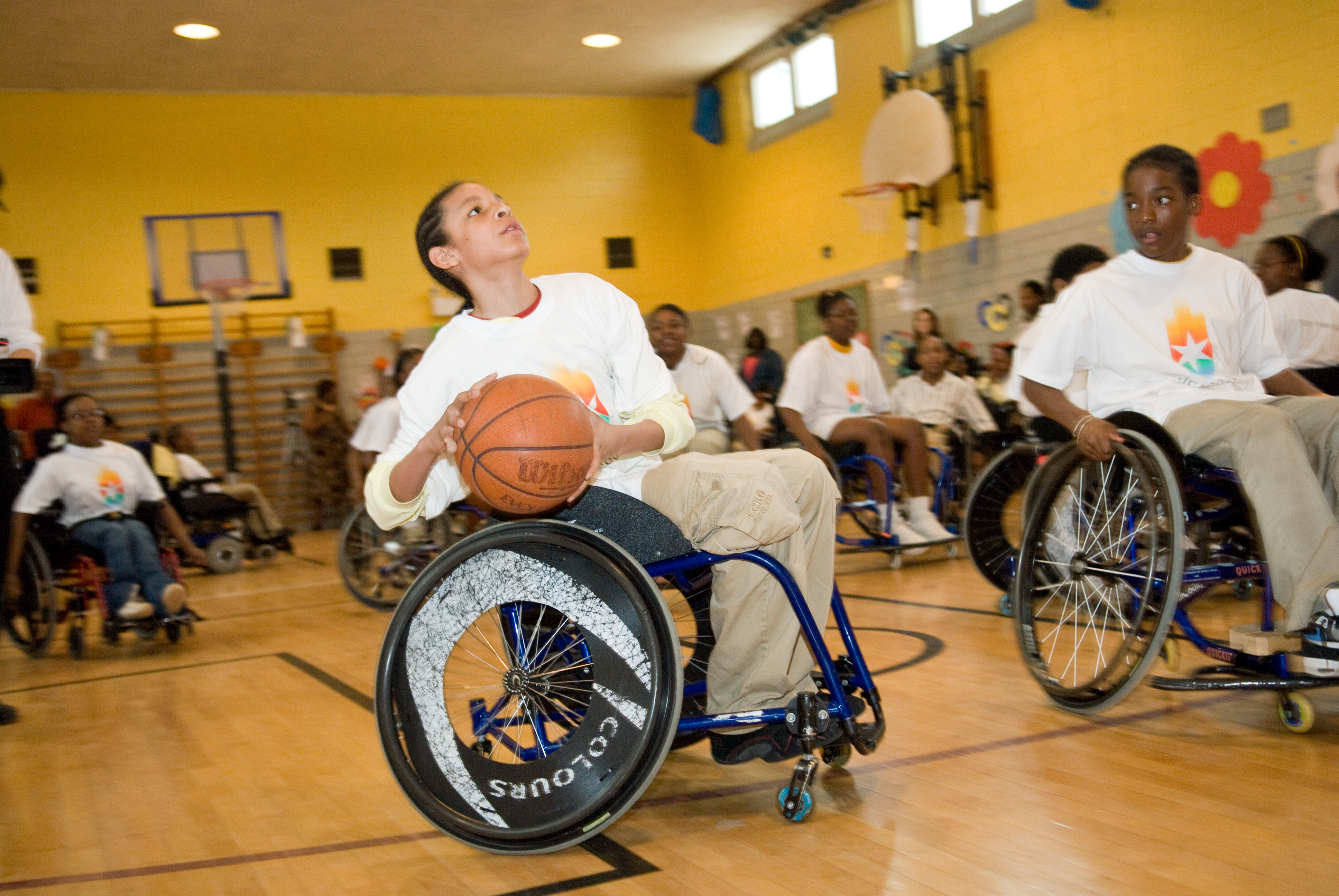
يمكن للطلاب ذوي الإعاقة الالتحاق بالمدارس.

يتم حماية الطلاب من التمييز على أساس الإعاقة بموجب القانون الفيدرالي الأمريكي. تنطبق قوانين مختلفة على الطلاب الأصغر سنًا (قبل التخرج) وعلى طلاب الجامعات. يحمي قانون تعليم الأفراد ذوي الإعاقة (IDEA) الطلاب الأصغر سنًا بالإضافة إلى قوانين فيدرالية أخرى. قد يكون هؤلاء الطلاب في سن مبكرة تصل إلى ثلاث سنوات، وقد يكون لديهم برنامج التعليم المنفرد (IEP) أو الفقرة 504 من قانون إعادة التأهيل، وكلاهما في الأساس اتفاقيات بين عائلات الطلاب والمدارس تحدد احتياجات الطلاب وكيفية تلبيتها في المدرسة. يحق للطلاب الأصغر سنًا الحصول على المزيد من الدعم من المدرسة، بما في ذلك بعض الخدمات الطبية والشخصية، مقارنة بالطلاب الملتحقين بالجامعات، الذين يحق لهم فقط الحصول على التسهيلات الضرورية بسبب الإعاقة. على سبيل المثال، قد يتم تعليم طفل صغير مهارات اجتماعية في المدرسة الابتدائية، أو قد يتم تدريب مراهق على مهارات التنظيم أو إدارة الوقت، ولكن بعد المدرسة الثانوية، لا يحق للطلاب الحصول على هذه الخدمات من المدارس. بعد المدرسة الثانوية، لا ينطبق قانون تعليم الأفراد ذوي الإعاقة، ويصبح قانون الأمريكيين ذوي الإعاقة لعام 1990 أكثر أهمية.
في تربية خاصة، يتم التمييز بين التكييف والتعديل. يوفر التكييف نفس العمل التعليمي، ولكن بطريقة تتناسب مع إعاقات الطلاب. على سبيل المثال، قد يُمنح الطالب الذي يعاني من إعاقة بصرية كتابًا طباعة كبيرة يقرأ هذا الطالب نفس العمل الأدبي مثل باقي الطلاب في الفصل، لكن الطالب قادر على رؤية الكلمات على الصفحة بفضل نوع الخط الأكبر. وبالمثل، قد يُسمح لطالب يعاني من إعاقة متقطعة (تلك التي تشتد أحيانًا لفترة قصيرة) إذا أصابته وعكة صحية قبل الموعد النهائي، بتسليم الواجب بعد بضعة أيام، تمامًا كما يُسمح عادةً لطالب أصيب بعدوى فيروسية مثل مرض فيروس كورونا 2019 أو إنفلونزا بتسليم الواجب بعد الشفاء من العدوى. يقوم هؤلاء الطلاب بنفس العمل، ولكن وفقًا لجدول زمني مختلف قليلاً. من ناحية أخرى، فإن الإعفاء غير المحدود من تسليم أي واجب في الوقت المحدد، هو "لن يكون تكييفًا معقولاً". على مستوى الجامعة، تشمل التسهيلات الشائعة المواعيد النهائية المرنة، تسجيل المحاضرات، وقت إضافي في الاختبارات للقراء البطيئين، إجراء الاختبارات في غرفة هادئة، والحصول على نسخة من ملاحظات المحاضرة التي أخذها طالب آخر (غالبًا ما يكون مدفوعًا).
يختلف التعديل عن التكييف بتغيير منهج دراسي، عادةً لجعل العمل أسهل لطالب غير قادر على إكمال العمل العادي. على سبيل المثال، إذا كانت الصف تقرأ إحدى مسرحيات شكسبير، فقد يُمنح الطالب الذي يعاني من إعاقة ذهنية نسخة لغة واضحة مختصرة من المسرحية الأصلية. هذا يسمح للطالب بالمشاركة جزئيًا في المنهج التعليمي العادي، ولكن بطريقة تم تغييرها بسبب القيود الفردية للطالب.

#### التوظيف
قانون الأمريكيين ذوي الإعاقة لعام 1990، المعروف باسم ADA، تم توقيعه ليصبح قانونًا في 26 يوليو 1990. وقد حمل مواد من الفقرة 504 من قانون إعادة التأهيل لعام 1973. يُعرَف التكييف المعقول من قبل وزارة العدل الأمريكية بأنه "تغيير أو تعديل في وظيفة أو بيئة العمل يسمح لمتقدم مؤهل أو موظف يعاني من إعاقة بالمشاركة في عملية تقديم الطلبات للوظيفة، أو أداء الوظائف الأساسية للوظيفة، أو الاستمتاع بالمزايا والامتيازات المتعلقة بالتوظيف على قدم المساواة مع الموظفين الذين لا يعانون من إعاقة."

#### خدمات وبرامج وأنشطة الحكومة المحلية والحكومية
تنص الفقرة الثانية من قانون الأمريكيين ذوي الإعاقة لعام 1990 على أنه "لا يجوز استبعاد أي فرد مؤهل يعاني من إعاقة، بسبب هذه الإعاقة، من المشاركة في أو حرمانه من الاستفادة من خدمات أو برامج أو أنشطة كيان عام، أو أن يكون عرضة للتمييز من قبل أي من هذه الكيانات". يجب على الحكومات المحلية والحكومية تقديم التسهيلات المعقولة لضمان الوصول إلى هذه الخدمات، ما لم يتسبب ذلك في تعديل أساسي.

#### الأماكن العامة

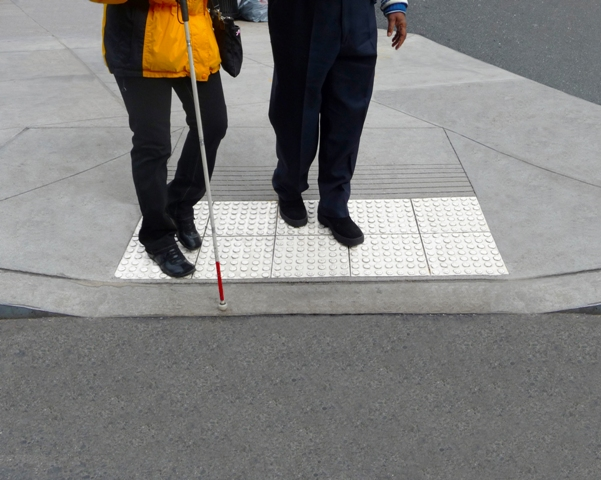
يستخدم التبليط اللمسي لتنبيه المكفوفين إلى حافة الرصيف. يساعد هذا الأشخاص على المشاركة في الأنشطة اليومية، مثل المشي عبر الحي.

تنص الفقرة الثالثة من قانون الأمريكيين ذوي الإعاقة لعام 1990 على أن الأعمال التجارية الخاصة المفتوحة للجمهور والمرافق التجارية يجب أن تقدم التسهيلات المعقولة للأشخاص ذوي الإعاقة لضمان حصولهم على وصول متساوي إلى السلع والخدمات.

#### الإسكان
بموجب الفقرة الثامنة من قانون الحقوق المدنية لعام 1968، الذي تم تعديله بموجب قانون التعديلات الخاصة بالإسكان العادل لعام 1988، والمُدوَّن في قانون الولايات المتحدة تحت 42 USC §§ 3601–3619، والمعروف عمومًا باسم قانون الإسكان العادل، يجب على جميع مقدمي خدمات الإسكان تقريبًا تقديم التسهيلات المعقولة في قواعدهم وسياساتهم وممارساتهم أو خدماتهم في ظل ظروف معينة. يجب منح التكييف المعقول عندما يكون هذا التكييف ضروريًا لمنح مستأجر محتمل أو قائم يعاني من إعاقة الحق في السكن (بما في ذلك، ولكن لا يقتصر على، الشقق، المنازل الفردية، وأنواع أخرى من الإسكان الخاص والعام) بنفس القدر الذي يحصل عليه شخص غير معاق. يغطي قانون الإسكان العادل "المساكن"، وفي العديد من الحالات، تشمل هذه التسمية مثل هذه المساكن غير التقليدية مثل ملاجئ المشردين وسكن الطلاب في الجامعات. يجدر بالذكر أنه فيما يتعلق بالمساكن الكبيرة مثل المباني السكنية، يتطلب الحق في تكييف معقول بموجب قانون الإسكان العادل أن يوفر مقدمو الإسكان تكييفًا معقولاً عند الطلب، إذا كان ذلك ضروريًا لتمكين مستأجر معاق من الاستمتاع بمنطقة شائعة داخلية أو خارجية بنفس القدر الذي يستمتع به مستأجر غير معاق بهذه المناطق.